# Декларация о неприменении силы между Германией и Польшей
«Деклара́ция о непримене́нии си́лы ме́жду Герма́нией и По́льшей» (нем. Erklärung zwischen Deutschland und Polen über den Verzicht auf Gewaltanwendung, пол. Deklaracja między Polską a Niemcami o niestosowaniu przemocy) (называемая также Догово́р о ненападе́нии ме́жду Герма́нией и По́льшей; Пакт Пилсудского-Гитлера) — совместная декларация, подписанная Германией и Польшей 26 января 1934 года. Принятие этого документа способствовало временной нормализации отношений между двумя государствами.

## История

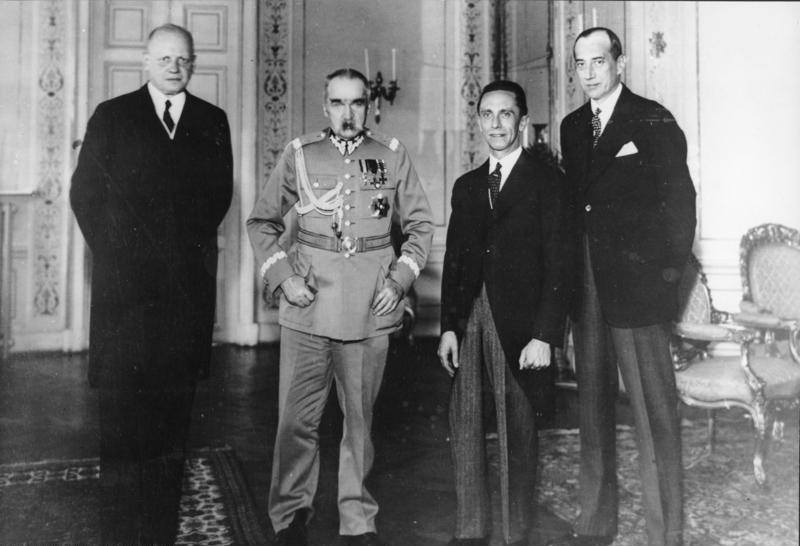
Германский посол Ганс-Адольф фон Мольтке, военный министр Польши Юзеф Пилсудский, германский министр пропаганды Йозеф Геббельс и министр иностранных дел Польши Юзеф Бек на встрече в Варшаве 15 июня 1934 г., через 5 месяцев после подписания Договора о ненападении

Декларация была подписана в Берлине министром иностранных дел Германии Константином фон Нейратом и польским послом в Берлине Юзефом Липским 26 января 1934 года. Подписание состоялось по инициативе Гитлера и генерал-инспектора Польши Пилсудского. Пилсудский недооценил амбиции Гитлера, считая его рациональным и разумным политиком. Подписание Декларации о неприменении силы стало одним из первых внешнеполитических успехов немецкого правительства под руководством Гитлера. Нормализация отношений с Польшей позволяла Гитлеру действовать на Западе (Саар, Рурская область) и осуществлять довооружение без опасения за свои восточные границы. Более того, Гитлер пытался вовлечь Польшу в союз, направленный против СССР.
Подписанию Декларации предшествовали безуспешные попытки Польши тайно склонить свою основную союзницу Францию к войне против Германии в связи с начавшейся её ремилитаризацией в нарушение Версальских соглашений. Отказ Франции, а также подписание летом 1933 года Пакта четырёх (Англия, Франция, Италия, Германия) усиливали опасения Польши, что «большие» державы будут готовы пожертвовать интересами «малых» в случае кризиса. Результатом стала попытка обезопасить себя от возможной агрессии двусторонним договором с Германией. Кроме того, на позицию Польши повлиял тот факт, что в среднеевропейской политике складывался чётко выраженный союз Польши и Венгрии, направленный против Малой Антанты (Чехословакия, Югославия, Румыния). Польское руководство ожидало от Германии (также заинтересованной в разделе Чехословакии и, возможно, Австрии и Югославии) активной взаимной поддержки в вопросах передела версальских границ. Частично эти ожидания оправдались после Мюнхенского соглашения 1938 года, когда Германия, Венгрия и Польша приступили к разделу чехословацкой территории.
В тексте Декларации было особо указано, что она не аннулирует обязательства, данные ранее правительствами Германии и Польши третьим странам. Чтобы ещё больше успокоить своих союзников, Польша немедленно продлила польско-советский договор о ненападении, до истечения которого оставалось более года (однако на протяжении последовавших лет польское правительство продолжало рассматривать советскую угрозу как более серьёзную, чем германскую, и последовательно блокировало попытки создания советско-польско-чехословацкого антигерманского блока).
Предусматривалось сохранение обязательства о ненападении в силе и в случае вступления одной из договаривающихся сторон в войну с третьими государствами.
Одним из последствий подписанной Декларации стал опубликованный 5 ноября 1937 года германо-польский договор о национальных меньшинствах. Формально в его основу был положен принцип «взаимного уважения прав национальных меньшинств». В действительности речь шла об обеспечении плацдарма в Польше для развёртывания националистической пропаганды среди немецкого населения польских областей.
Гитлер разорвал договор о ненападении с Польшей в одностороннем порядке 28 апреля 1939 года под предлогом того, что Польша отказалась предоставить Германии возможность строительства экстерриториальной шоссейной дороги в Кёнигсберг (ныне Калининград) через территорию т. н. Польского коридора. Польша, однако, ссылаясь на текст Декларации, продолжала считать её действующей до самого нападения Германии, осуществлённого 1 сентября 1939 года.